# دباء حبشي
دباء حبشي (الاسم العلمي:Lagenaria abyssinica) هو نوع من النباتات يتبع جنس الدباء (جنس) من الفصيلة القرعية.